# Milan Friedrich
Milan Friedrich (Plzeň) je americko-český podnikatel, filmový producent, scenárista, režisér a filantrop. Po emigraci do Spojených států amerických studoval na New York University, a po návratu do ČR založil společnost American Way, která se zabývala módními doplňky. Friedrich vybudoval ve Strašicích (Plzeňský kraj) vědecko-technologický park za 500 mil. korun se zaměřením na výzkum alternativních zdrojů energie s globální vědeckou komunitou. Vědecko-technologický park byl dostavěn a zprovozněn v roce 2010 a svého času byl největším parkem svého druhu na světě. Friedrich založil společnost Alpha Hollywood Studios, která sídlí v Universal Studios Hollywood, v Los Angeles v Kalifornii, USA . Společně s Phillip B. Goldfinem vyprodukovali převážně ve Spojených státech během dvou let 10 titulů. V současné době je majitelem několika společností se sídlem jak v ČR, tak i ve Spojených státech amerických.
Nejnovější film s názvem Alpha Code připravoval a natáčel Friedrich v Brdech a v Praze, a při jeho vytváření čerpal Friedrich z vlastních zkušeností . Do hlavních rolí obsadil Denise Richards, Randyho Coutura, Brena Fostera nebo Marka Vašuta a Vojtěcha Dyka. Tajemství karmy je dalším audiovizuálním dílem natáčeným v České republice, do kterého obsadil herce Brendana Frasera, Marciu Cross, Dawn Olivieri, Bolka Polívku nebo Chantal Poullain.
V roce 2021 vydal Friedrich svou první knihu "An Exercise Handbook for Conscious Creators: Learn How To Activate Your Intuitive Intelligence And Develop Your Superpowers" ve které vysvětluje principy meditace a jak její pomocí uskutečnit své sny.

## Názory

### Mimozemské civilizace
Friedrich se přes 20 let zajímá o témata spojená s mimozemskými civilizacemi a proto do Prahy přivezl světovou premiéru filmu První kontakt (v originále First Contact) od Darryla Anky, který se propojuje (v angličtině channeling) s mimozemskou bytostí Bashar. Friedrich také vyprodukoval film Alpha Code pojednávající o mimozemšťanech, ke kterému napsal společně s Keoni Waxmanem scénář na základě údajných skutečných událostí.

### Filantropie
Friedrich dlouhodobě podporuje skrze nadaci Proměny od Chantal Poullain vzhled čekáren nemocnic zejména dětských oddělení po celé České republice.

## Filmografie[16]
- A Mermaid's Tale (2017)
- Altitude (2017)
- Saving Christmas (2017)
- Once Upon a Time at Christmas (2017)
- The Executioners (2018)
- Pegasus: Pony with a Broken Wing  (2018)
- The Hard Way (2019)
- Alien Warfare (2019)
- Tajemství Karmy
- Alpha Code

## TV Seriály
- Age of The Living Dead (2018)